# M/S Adonia
Adonia (tidligere R Eight, Minerva II og Royal Princess) er et krydstogtskib i R-klassen, og det eneste opereret af Carnival Corporations brand Fathom Travel. Det er bygget på skibsværftet Chantiers de l'Atlantique i Saint-Nazaire, Frankrig, og gik i drift i 2001.
Skibet var det første krydstogtskib som anløb Cuba fra USA i 50 år, da det 1. maj 2016 forlod Miami med 704 passagerer, og ankom til havnen i Havana dagen efter.